# 本多政敏

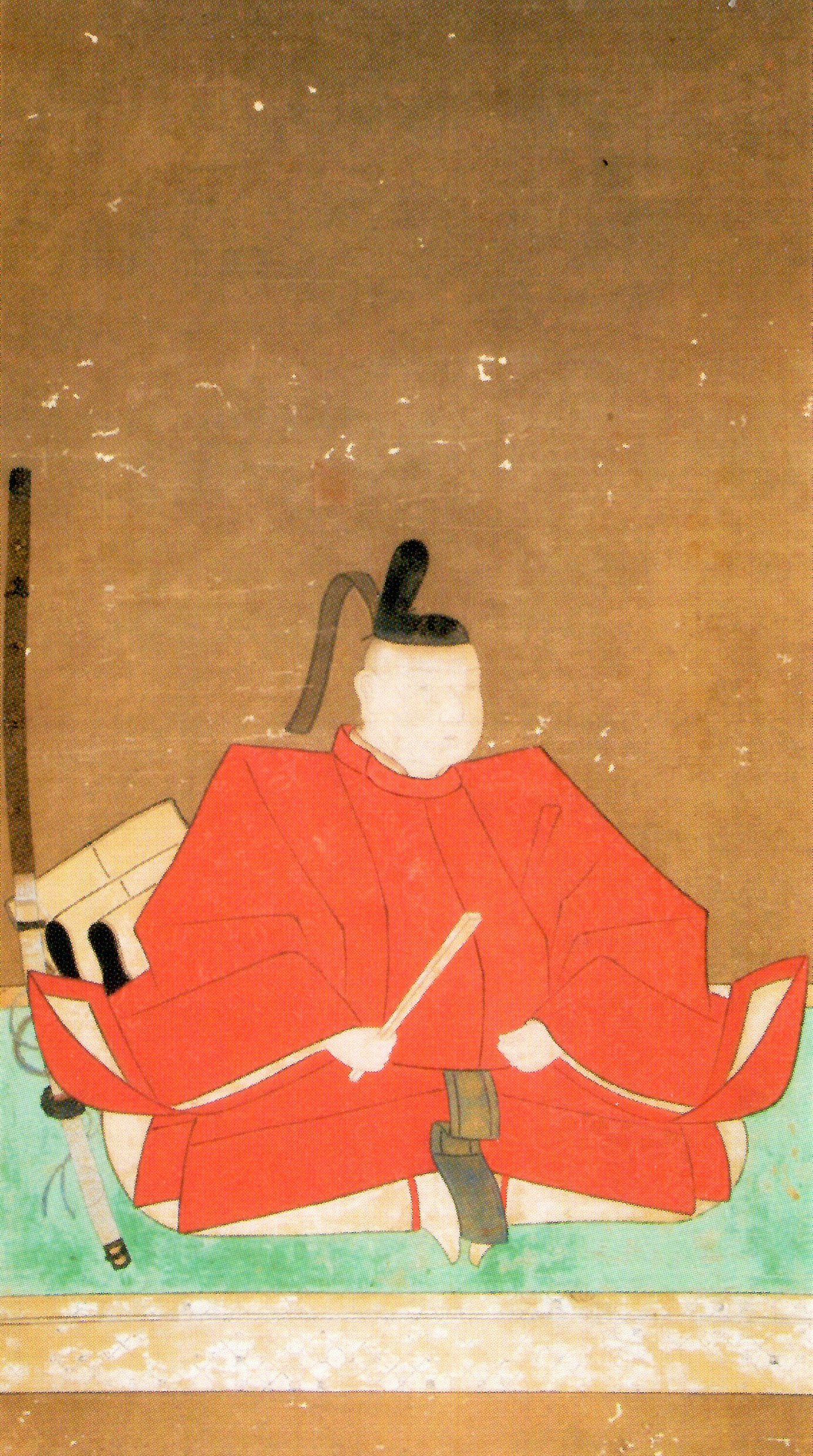
本多政敏

本多 政敏（ほんだ まさとし、承応2年8月9日（1653年9月24日）- 正徳5年3月19日（1715年4月22日）） は、加賀藩の執政、加賀八家本多家第三代当主。
父は加賀藩家老本多政長。正室は前田孝貞の娘。子は本多政質、本多政惇、本多政昌、西洞院時光室、栗津右近室、前田貞直室、三田村孝言室。幼名萬作。通称主殿、安房。諱は政良、政在、政敏。号天淵。官位は従五位下安房守。

## 生涯
加賀藩家老本多政長の子として生まれる。元禄12年（1699年）新知3000石を賜る。元禄14年（1701年）父の隠居により家督と5万石の知行を相続する。同年人持組頭となる。元禄15年（1702年）4月安房守に任官。正徳元年（1711年）公儀御用（宗門方御触）兼任。正徳5年（1715年）3月19日卒。享年63。家督は嫡男の政質が相続した。政惇は一族の旗本本多政法（本多大隅守家）の養子となって家督を継いだ。また、父政長の希望で、長女を政長の母の実家の公家西洞院時光に、藩主前田綱紀と幕府の許可を取った上で嫁がせている。

## 人物像
『集古雑話』によると、江戸城に務める女中が、両親の法要を営む費用を捻出するために伽羅の小片を売ろうとしていると聞き、それを百両の大金で買い取り江戸の人々を驚かせたという話。江戸参府の帰途に、三保松原で行列が休憩を取った際、毛氈を十数枚敷き、出立の際にそのままにして去ったことが評判になった逸話がある。
また、詩歌や書道に優れた文人としても知られ、白山本地堂、大乗寺浴室、能登小島大悲閣の扁額に優れた揮毫を残した。

### 代表的な和歌
- 名にしおふ 夜てる玉の 秋の月（仲秋の作 可観小説より）

## 備考
- 幕臣の系譜『寛政重修諸家譜』によれば、旗本（4500石）の本多政法[注釈 1]の養子となった本多政淳が「政敏が男」と記されている[1]。また旗本（3000石）の本多正芳[注釈 2]の養子として「政敏が三男」本多政尹（長七、主計、式部）が迎えられているが、病気のために実家に帰っている[2]。